# Emilio Ferrari
Emilio Pérez Ferrari (Valladolid, 24 de febrero de 1850-Madrid, 1 de noviembre de 1907) fue un poeta y periodista español vinculado al Realismo.

## Biografía

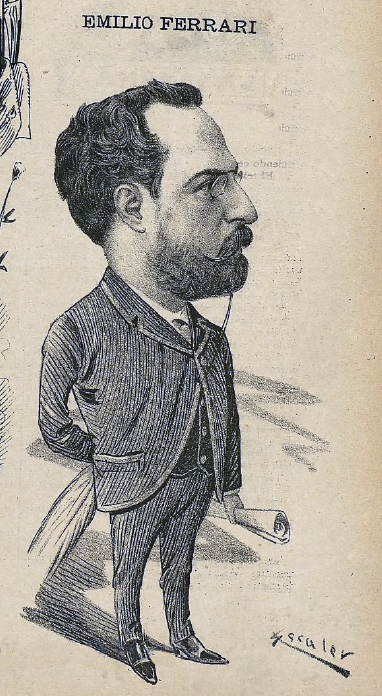
Caricaturizado por Escaler.

Vallisoletano, fue doctor en Derecho y Filosofía y Letras. Ingresó en el Cuerpo de Archiveros y se trasladó a Madrid, donde le protegió decididamente Gaspar Núñez de Arce. Ferrari fue uno de los primeros poetas en leer sus obras en el nuevo Ateneo de la calle del Prado; el 22 de marzo de 1884 leyó, por ejemplo, su poema Pedro Abelardo, que tuvo un éxito apoteósico entonces a juzgar por la prensa y vendió varias ediciones del mismo en pocos meses, de forma que el poeta se convirtió en toda una celebridad. Años después contó a un amigo en una carta cómo se sintió:

Pecaría de ingrato si no confesara el ruido estrepitoso que movieron en torno mío aquellos versos. La audición se convirtió en un alboroto, en una locura que rayó en extremos que no acierto a explicarme. Durante muchos días, la algarada siguió en la prensa. Los diarios de más circulación, que suelen escatimar el espacio a la literatura, llenaron sus columnas con juicios, reseñas, anécdotas y versos de la afortunada lectura. Llovieron sobre mí banquetes, serenatas, invitaciones; todas las puertas se me abrieron, todas las sociedades literarias me agasajaron en su seno. En fin, lo que soy lo debo a aquella noche en que de un golpe, en unas horas, mi nombre salió de la oscuridad para flotar en el favor público.

Sin embargo recibiría duras críticas por parte de Leopoldo Alas, "Clarín", a partir del 12 de noviembre de 1881, fecha en que estrenó en el madrileño teatro de La Alhambra su drama en tres actos y en verso La justicia del acaso, octava y última de sus piezas teatrales, que obtuvo un gran éxito de público aunque dividió a la crítica. Clarín atacó esta obra en su libro escrito en comandita con Armando Palacio Valdés, La literatura en 1881, y continuó con sus críticas desfavorables en el futuro; así, por ejemplo, en Sermón perdido (1885), donde consagra casi cincuenta páginas a observaciones condenatorias para su Pedro Abelardo. Así Ferrari se constituyó, junto a José Velarde y Antonio Fernández Grilo, en una de sus dianas preferidos entre los poetas.

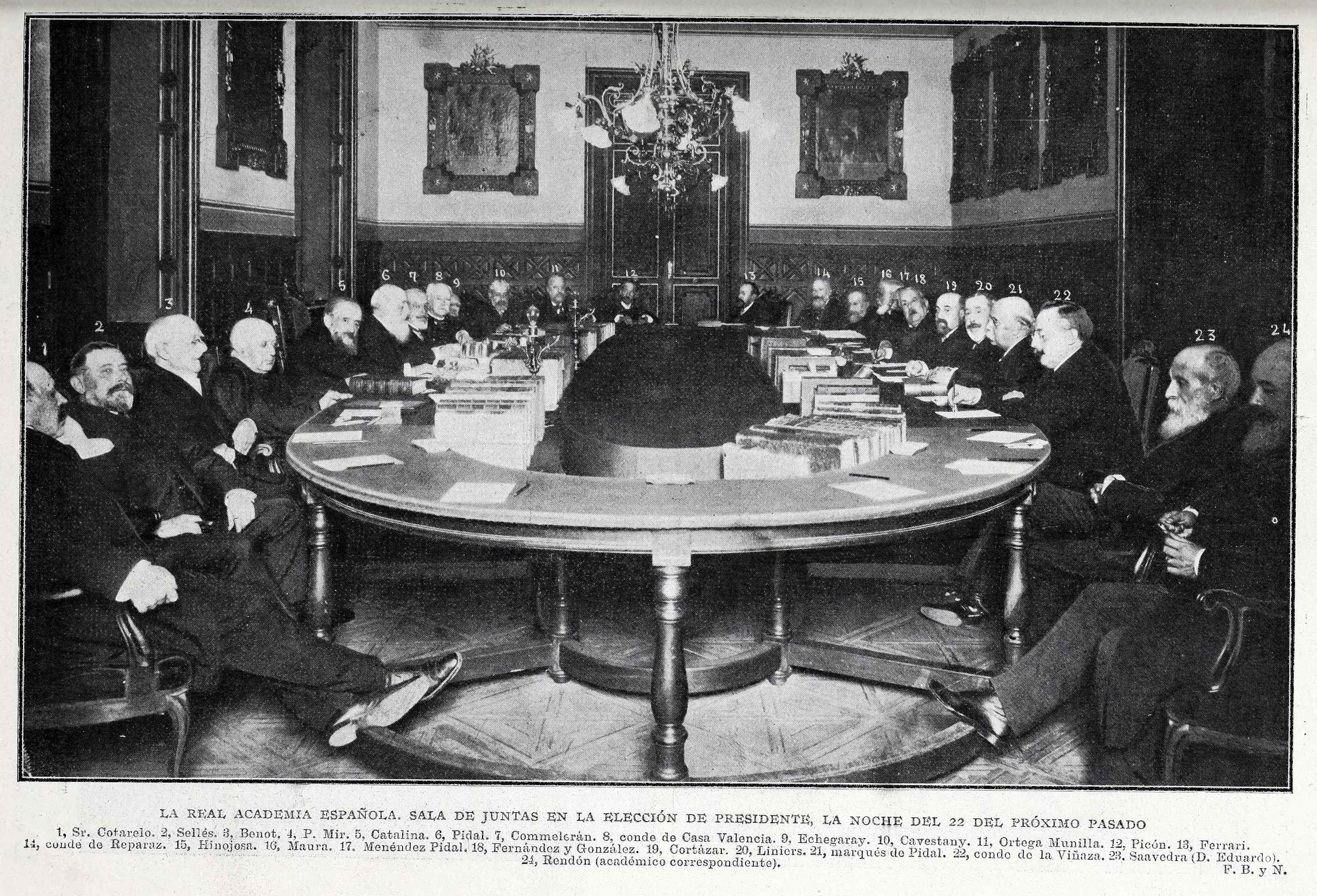
En una junta de la Real Academia Española en 1906, junto al resto de académicos.

Ingresó en la Real Academia Española el 30 de abril de 1905 con la lectura de La poesía en la crisis literaria actual. Fue secretario de la Asociación de Escritores y Artistas, y volvió a leer poemas suyos en el Ateneo de Madrid el 24 de mayo de 1891. Ofreció esta vez, junto a algunas poesías breves, dos poemas de cierta extensión: los titulados Consummatum y En el arroyo, que luego publicaría dentro de sus Poemas vulgares (1891), en la órbita naturalista de su amigo y maestro Núñez de Arce. Como firma en la nota previa que puso a este volumen, se pretende vindicar para la poesía parcelas de la realidad hasta el presente no tenidas como aptas o convenientes para aquella, "aspectos comunes y sencillos de la vida, sistemáticamente desdeñados o proscritos por algunos" y que, sin embargo, "reclaman la atención del pensador y del artista"; este último debe proponerse "extraer de ellos la belleza que contengan, destilar, si así cabe decir, su substratum poético". Ferrari, excelente lector y recitador, volvió a triunfar en el mismo sitio de su revelación. Habituamente, sin embargo, se le considera un seguidor de la escuela pseudofilosófica que tuvo por corifeo a Gaspar Núñez de Arce.

## Obras
- Obras completas, Madrid, Imprenta de la Revista de Archivos (Infantas, 42), 1908-1910, tres vols.

### Poesías
- En el arroyo, 2025.

- Por mi camino, 1908.
- Pedro Abelardo, Madrid: Rubiños, 1884.
- La muerte de Hipatia
- Consummatum
- Dos cetros y dos almas, poema dramático, 1884.
- Poemas vulgares, 1891.

### Teatro
- La justicia del acaso, 1881, drama.
- Quien a hierro mata... drama poético.

### Otras obras
- La poesía en la crisis literaria actual, discurso de ingreso en la Real Academia Española, 1905.